# 小行星20451
小行星20451（20451 Galeotti）是一颗绕太阳运转的小行星，为主小行星带小行星。该小行星于1999年5月15日发现。

## 轨道参数
小行星20451的轨道半长轴为2.1593160 UA，离心率为0.205。